# الجول (شبوة)
الجول هي إحدى قرى الجمهورية اليمنية. وهي تتبع جغرافيًا لمحافظة شبوة. وإداريًا لمديرية مرخة العليا. يبلغ تعداد سكانها 1611 نسمة حسب الإحصاء الذي جرى عام 2004.